# Йохан III фон Айх
Йохан III фон Айх (на немски: Johann III von Eych (von Aich; von Eich); * 1404, Айха, Хелдбург; † 1 януари 1464, Айхщет) е 50-ият княжески епископ на Айхщет (1445 – 1464) и хуманистически образован реформатор.

## Биография
Той произлиза от рицарския франкски благороднически род, син на рицар Карл фон Айх и съпругата му Маргарета фон Хелтпург (Хелдбург), които го определят за катедралния капител в Айхщет.
Йохан III следва от 1423 г. във Виена и от 1429 г. в университета в Падуа, където става доктор по право и ректор 1433/34 и 1437/38 г.
Юристът Йохан III фон Айх започва служба при херцог Албрехт V и също при Албрехт VI от Австрия. В тяхната канцлай той се сприетелява с Енео Силвио Пиколомини, по-късният папа Пий II. Той прави добро име като пратеник на херцога през 1433 г. в концила в Базел, също и като пратеник на крал Албрехт II при съвещанията в Майнц през март 1439 г.
Около 1440 г. Йохан фон Айх става домхер в Айхщет. Там среща своя чичо Петер фон Хелтпург, ръководител на катедралното училище в Айхщет, който умира през 1441 г. През декември същата година Йохан е помазан за дякон. На 1 октомври 1445 г. е избран за епископ. На 1 януари 1446 г. архиепископът на Майнц Дитрих Шенк фон Ербах го конфирмира и на 13 март 1446 г. е помазан за свещеник и епископ от Петер фон Шаумберг, епископ на Аугсбург. Йохан прави реформации.
В края на март 1460 г. Лудвиг Богатия, херцог на Бавария-Ландсхут, завладява Айхщет и град Рот, където на 24 юни 1460 г. се сключва споразумението „Rother Richtung“. В Баварска война (1459 – 1463) той е неутрален.
На 31 май 1462 г. във Витербо той е избран за кардинал-свещеник. Последните си четири години той е болнав. Погребан е в основаната от него капела „Св. Алексиус“ при манастир „Св. Валбург“.